# Kapitalendam
Kapitalendam is een buurtschap in de gemeente Sluis, in de Nederlandse provincie Zeeland. De buurtschap, in de regio Zeeuws-Vlaanderen, bestaat uit enkele boerderijen en is gelegen aan de weg Kapitalendam ten noorden van Pyramide. De adressen vallen onder het dorp Biervliet, gemeente Terneuzen, maar het gebied waarin de buurtschap ligt, valt onder de gemeente Sluis.

## Dam
De buurtschap is vernoemd naar de gelijknamige dam. In 1786 werd de Passageule aan de oostkant afgesloten met een dam, die de naam 'Kapitalen Dam' kreeg. De naam geeft aan dat het toentertijd een belangrijke waterkering was. De dam ligt ten oosten van de Passageuleweg.
Aan de noordkant van de dam kwamen twee afwateringssluizen te liggen: een voor de Zuiddiepepolder en een ander voor de Passageulepolder.

## Fort
De aanleg van de dam maakte, samen met andere dijken, dat de Passageule geen zeearm meer was. Tegenwoordig is de eerstgenoemde sluis vervallen, de tweede is daarentegen nog gedeeltelijk in functie.

## Zie ook

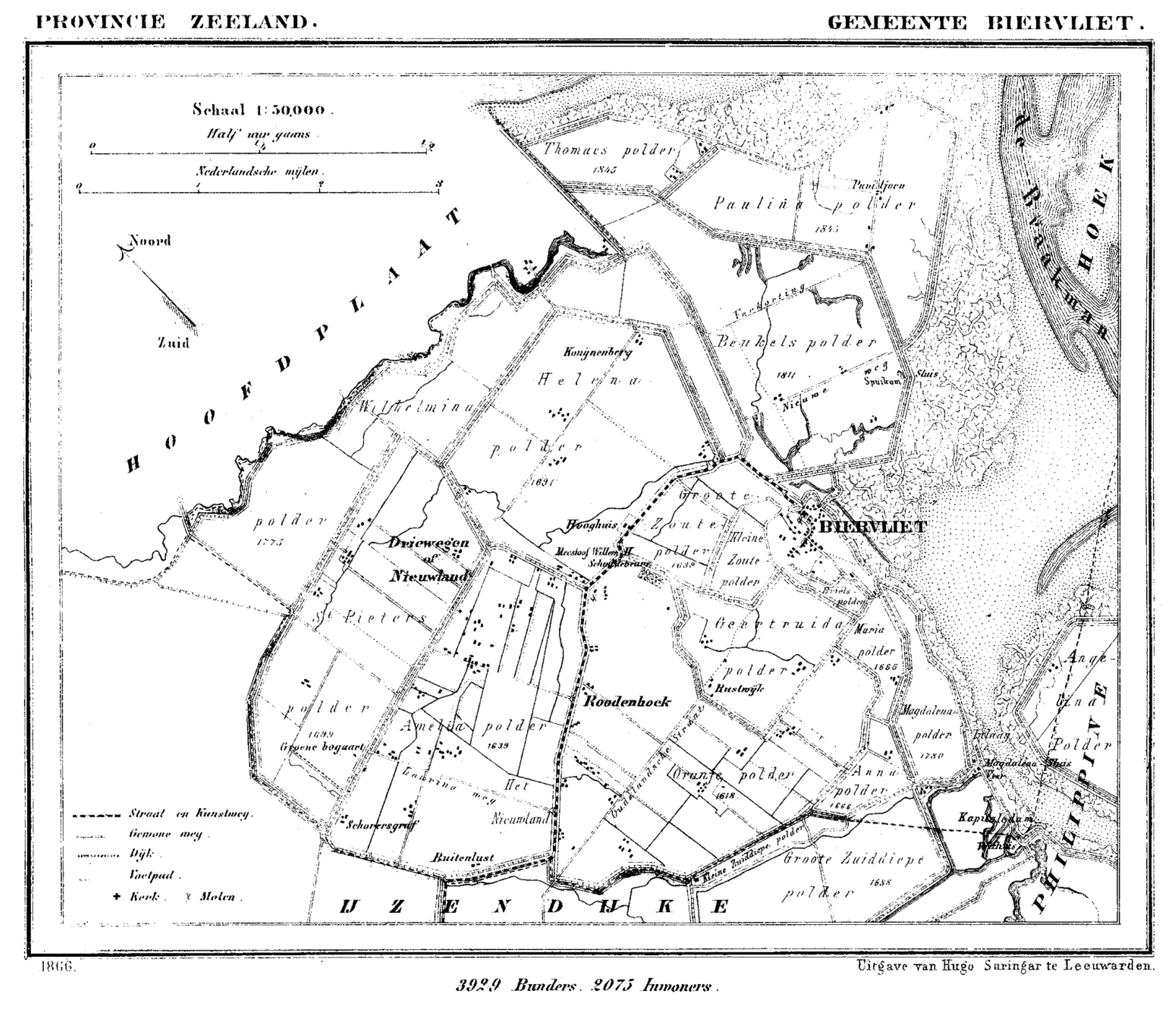
Kapitalendam in 1866, rechtsonder op kaart